# 박준범 (배구 선수)
박준범(1988년 6월 12일 ~ )은 대한민국의 전 배구 선수이다.

## 선수 경력
박준범은 대전광역시 출신으로 유성초등학교 4학년때 배구를 처음 시작, 6학년때에는 키가 겨우 160cm를 넘었던데다 초등학교를 졸업할 때까지만 해도 그다지 주목받지 못한 선수였다. 고등학교 다닐 때만 해도 선배들의 그늘에 가려서 출전 기회를 얻지 못했는데 고등학교 3학년이 되면서부터 폭발적인 강타를 뿜어내며 잠재력을 드러내기 시작했다. 그 해 대통령배대회를 우승으로 이끌면서 청소년대표에 발탁되기도 했다. 그는 고등학교 때까지 라이트 공격수였으나 한양대학교에 입학하면서 대형 선수는 레프트로 키워야 한다는 박용규 감독의 생각에 따라 포지션을 바꿨다. 여기에 프로에서 라이트는 대부분 외국인선수들이 맡고 있다는 점을 고려한 측면도 있다.
박준범은 타점 높은 공격은 물론 서브도 무척 강하여 2007년 월드리그에 성인국가대표로 뽑혔으며, 그 해 12월에 열린 FIVB 월드컵 대회중 세계랭킹 1위 브라질과의 경기에서 팀내 최다인 11득점을 기록하며 주목받기 시작했다. 그는 3학년이던 2009년 NH농협 2009~2010 V-리그를 앞두고 열린 드래프트에 참가하기도 했으나 당시 3학년 선수를 선발하지 않는다는 한국 배구 연맹과 대학 배구 연맹의 합의에 따라 참가가 좌절되기도 하였다. 이는 당시 신생 팀인 서울 드림식스가 신인 우선 지명을 4명까지 할 수 있고 당시 4학년 선수 가운데 이렇다 할 유망주가 없었기 때문에 그가 전체 1순위로 우리캐피탈에 입단하면 다음 시즌 드래프트까지 싹쓸이하게 되는 것으로 여긴 다른 구단들의 반발로 좌절되었던 것이다. 이는 3학년 재학 중인 선수도 드래프트에 참여할 수 있다고 명시되어 있는 한국 배구 연맹 규정과 맞지 않음에도 그의 드래프트는 좌절되었던 것이다.
그러나 다음 시즌인 NH농협 2010~2011 V-리그를 앞두고 열린 드래프트에서 지난 시즌 프로 최하위 팀인 수원 KEPCO 45의 1라운드 1순위 지명을 받으며 입단하였다. 그는 지명을 받은 후 "문성민과 선의의 경쟁을 하고 싶다"는 포부를 밝혔다.
NH농협 2010~2011 V-리그에서 수원 KEPCO 45의 주전 레프트로 활약하였고 그 시즌 신인왕을 수상하였다.

## 수상 경력
- 2007년 전국대학배구 여름대회 최우수선수
- NH농협 2010~2011 V-리그 신인왕